# Centralita

A centralita (fórmula empírica: C17H20N2O),CID 6828 de PubChem é um resíduo de disparo de arma de fogo também conhecido como "centralita de etila". Seu nome IUPAC é 1,3-dietil-1,3-difenilureia. A etil centralita é insolúvel em água, mas é solúvel em acetona, etanol e benzeno. É usada principalmente como moderador e estabilizador da taxa de combustão para pólvora sem fumaça e também como plastificante para celuloide.

## Visão geral
O termo "centralita" foi originalmente aplicado à dimetildifenilureia desenvolvida por volta de 1906 no Laboratório de Guerra Central Alemão "Zentralstelle für wissenschaftlich-technische Untersuchungen" em Neubabelsberg como um revestimento dissuasor para pólvora sem fumaça em cartuchos de rifle militar. Posteriormente, todos os compostos difenil ureia simétricos substituídos por hidrocarbonetos usados como dissuasores de pólvora sem fumaça (ou moderadores) foram chamados de "Centralita" em referência ao laboratório "Zentralstelle". A centralita de etila preferida tornou-se conhecida como Centralita nº 1 e a centralita de metila original foi identificada como Centralita nº 2. A centralita de butila também foi usada como plastificante de celulóide.